# 哈桑·沙巴

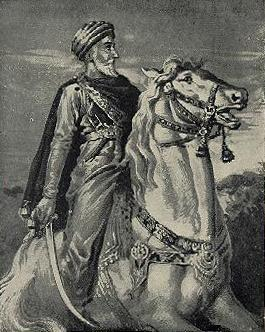
哈桑·沙巴

哈桑·沙巴（波斯语： [Ḥasan Ṣabbāḥ] 错误：{{Transl}}：无法识别语言／字母代码 波斯语（帮助）；約1050年—1124年），又译哈桑·萨巴赫，是11世纪末期的伊斯兰教胡加，也是當中的阿薩辛派領導人。他也是活跃于伊朗北部的著名暗杀组织哈沙辛敎團的创立者。

## 生平
哈桑出生在库姆一带的一个 信奉伊斯兰教當中的十二伊玛目派家庭里，而库姆因自十世纪起十二伊玛目派以当地为活动中心而逐渐兴起成为大都市。沙巴自幼受到十二伊玛目派的影响，7岁时志学，17岁左右来到拉伊（今德黑兰）学习数学理論、天文学理論及伊斯兰教的神学理論。據説他与日后的大维齐尔 尼札姆·穆勒克 和天文学家兼诗人欧玛尔·海亚姆互为同学至交。当时拉伊是伊斯玛仪派人士聚集的中心，沙巴逐渐接受了伊斯玛仪派的思想，并且宣誓效忠於法蒂玛帝國。
后来沙巴前往开罗，谒见法蒂玛帝國的哈里发。1078年起，他在法蒂玛帝國的宫殿中進行學術研究。之后来到伊斯法罕，为了避开反目的舊友尼札姆·穆勒克而前往波斯传教。1090年，他趕走了波斯中西部加兹温附近的阿剌模忒堡的堡主，并且以之为据点並創立歷史上第一個獨立的暗殺組織哈沙辛敎團。謝赫一詞是統治者的意思，哈桑是第一任教首。从1091年起至1092年，沙巴使呼罗珊东南部一带的居民改信伊斯兰教。不满塞尔柱帝国的原住民们纷纷起兵，投奔他的麾下，沙巴的势力逐渐扩大並統治伊朗北部厄爾布爾士山脈一帶地區。此地區海拔一萬英尺以上，地勢險要，易守難攻，能夠輕易地擊退塞爾柱帝國進犯這個地區的士兵，甚至令當時陷入內戰的塞爾柱帝国和穆斯林帝國（英文: Moslem Empire）感到十分苦惱。
1094年，法蒂玛帝國的哈里发穆斯坦绥尔逝世。法蒂玛帝國國內爆发了爭奪哈里发之位的內戰，最後穆斯塔利夺取了王位。沙巴拥立原定继承人尼扎尔（Nizar）为王，在其城寨中创立伊斯蘭教當中的尼扎里派，与法蒂玛帝國處於敵對狀態。
1124年，哈桑·沙巴逝世。

## 軼事
虽然哈桑·沙巴是首领，但是他在進入阿剌模忒堡後 终身隐居在自己的住宅里发号施令，甚至处死了自己犯错的儿子。

## 流行文化
- 哈桑·沙巴在金庸的《倚天屠龙记》中被提及，被称为“山中老人霍山”[1]。小说中的圣火令武功也是由霍山所创。
- Fate系列、以及其手機遊戲《Fate/Grand Order》之中被採用，「哈桑」只是一個稱號，領導「山中老人」暗殺集團，在Fate世界中共有十九位。而身為暗殺集團第一代領袖的「哈桑」本人則以「山中老人」名義出場，而且還是冠位從者中的冠位暗殺者。寶具為「死告天使」。配音員：中田讓治。
- 在中國騰訊科技旗下5V5、Moba手遊《王者榮耀》中的刺客英雄「蘭陵王」的背景故事中出現，是為蘭陵王的暗殺術師父：「山中老人帶走了他，培養他成為殺手，他隱身黑暗中。許多次受雇於位高權重者，為他們暗殺和談的使者，挑起爭鬥，巧妙撩撥起恐懼。」
- 哈桑·沙巴在遊戲《十字軍之王III》新的資料片權力之路(Roads to Power)可以在1066年流浪者挑選讓玩家來扮演。